# 埃尔顿 (路易斯安那州)
埃尔顿（英語：Elton）是美国路易斯安那州下属的一座城市。根据2010年美国人口普查，该市有人口1,128人。建制上，属于“town”。